# Comté de Nyeri
Le comté de Nyeri est un comté de l'ancienne province centrale du Kenya. Fondé le 4 mars 2013, sa capitale et plus grande ville est Nyeri. Il a une population de 759 164 habitants et une superficie de 3 337,10 km2.

## Géographie
Le comté de Nyeri se trouve au sud-ouest du massif du mont Kenya et à environ 100 km au nord de Nairobi. Il s'agit d'un comté principalement rural, une grande partie de son territoire est située dans deux espaces naturels : le parc national d'Aberdare à l'ouest et le parc national de Le mont Kenya à l'est.

## Population et démographie
Le comté est situé sur le flanc sud-ouest du mont Kenya. Les populations locales sont majoritairement de l'ethnie Kikuyus.
La capitale Nyeri est, avec 125 357 habitants au recensement de 2009, la seule localité du comté à avoir une population significative. Les autres sont des zones rurales.

## Transport
L'autoroute A2 reliant Nairobi à la frontière éthiopienne de Moyale via Thika, Karatina et Marsabit traverse le comté du sud au nord depuis Nyeri, l'autoroute B5, qui mène à Nyahururu et Nakuru, part de la capitale du comté au nord-ouest.

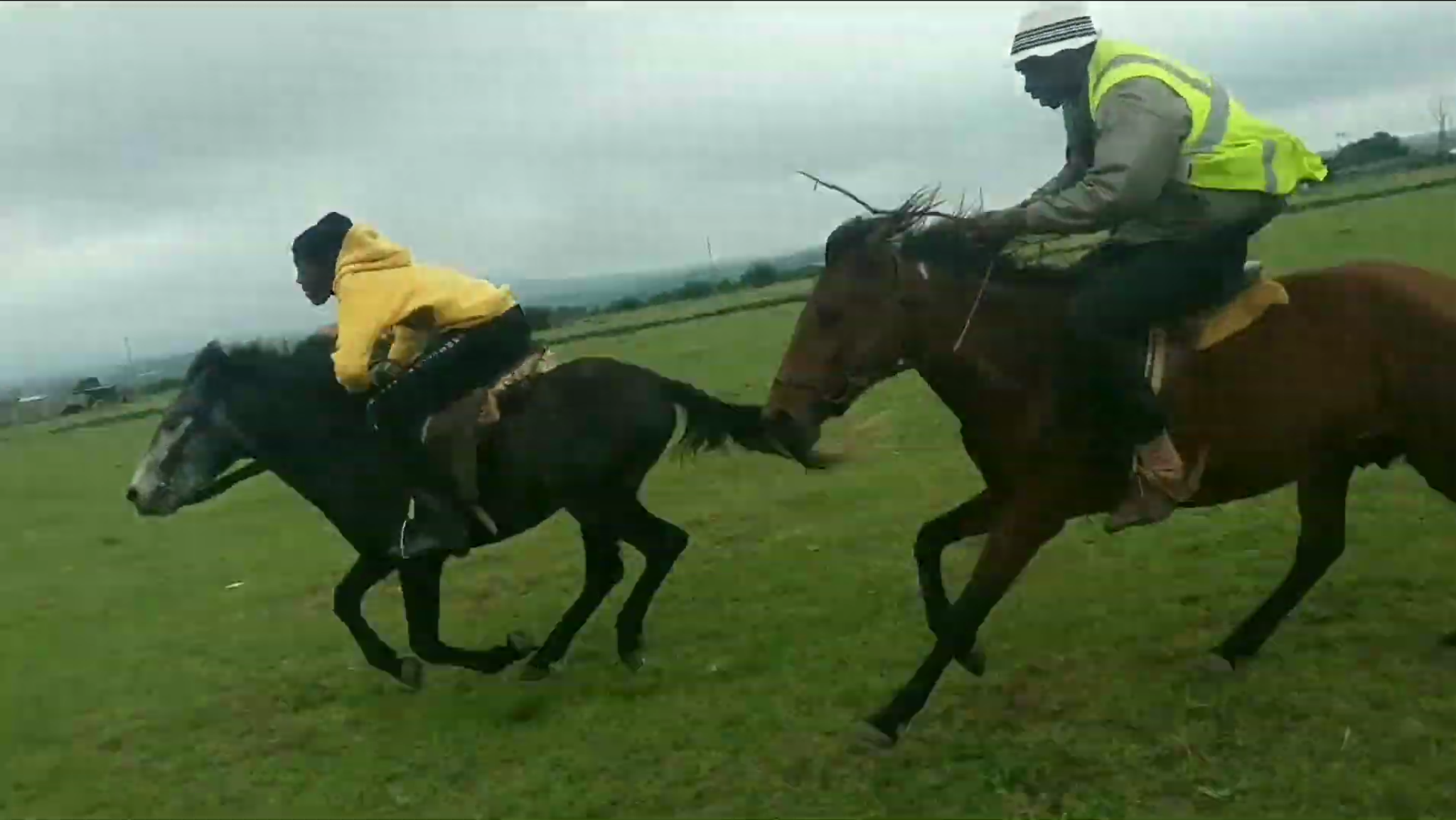
L'équitation, moyen de transport en zone montagneuse.

## Économie
Les ressources naturelles du comté sont les forêts, la faune, les minéraux (pierre, sable, kaolin), le bétail, les pâturages, l'eau, les plantes médicinales.
Les principales activités économiques sont la culture du thé, du café, l'agriculture du maïs, de la pomme de terre, du chou et la production laitière, la transformation du lait et les moulins à maïs.

### Tourisme
Attractions touristiques du Mont Kenya, le Parc national du mont Kenya, le Parc national d'Aberdare.

## Gouvernement

### Pouvoir exécutif
L'autorité exécutive du comté comporte un gouverneur, un vice-gouverneur plus un maximum de dix membres élus pour un mandat de cinq ans. L'élection se tient le 2e mardi du mois d'août tous les cinq ans. Le gouverneur et le vice-gouverneur sont élus à la majorité relative par le corps électoral du comté, les autres membres sont nommés par le gouverneur avec l'approbation de l'Assemblée locale.

### Pouvoir législatif
Le comté possède sa propre Assemblée renouvelée tous les cinq ans composée de :
- 1 Président ex officio ;
- Autant d'élus que le comté compte de subdivisions municipales (Ward). Si le nombre d'élus (hormis le président) est inférieur à 25, il est porté à 25.

## Autorités locales
| Autorité               | Type         | Population* | Pop urbaine. * |
| ---------------------- | ------------ | ----------- | -------------- |
| Nyeri                  | Municipalité | 98 908      | 46 969         |
| Karatina               | Municipalité | 6 852       | 6 852          |
| Othaya                 | Ville        | 21 427      | 4 108          |
| Comté de Nyeri         | Comté        | 533 969     | 10 047         |
| * 1999 census. Source: |              |             |                |

## Divisions administratives

### Sous-comtés / circonscriptions
Le comté compte huit sous-comtés / circonscriptions :
- Circonscription de Tetu.
- Circonscription de Kieni East.
- Circonscription de Kieni West.
- Circonscription de Mathira.
- Circonscription d'Othaya.
- Circonscription de Mukurweini.
- Circonscription de Mathira East.
- Circonscription de Mathira West.

### Statistiques
| Division                    | Population* | Pop urbaine. * | Quartier général |
| --------------------------- | ----------- | -------------- | ---------------- |
| Kieni est                   | 83 635      | 2 643          | Naro Moru        |
| Kieni ouest                 | 68 461      | 5 017          | Mweiga           |
| Mathira                     | 150 998     | 6 275          | Karatina         |
| Mukurwe-ini                 | 87 447      | 1 525          | Mukurwe-ini Town |
| Municipalité de Nyeri       | 101 238     | 40 497         | Nyeri            |
| Othaya                      | 88 291      | 3 846          | Othaya           |
| Tetu                        | 80 100      | 2 022          | Wamagana         |
| * 1999 census. Sources: , , |             |                |                  |

## Région du centre du Kenya

### Urbanisation
| Comté de Kiambu                          | 60,8  |
| Comté de Nyeri                           | 54,21 |
| Comté de Nyandarua                       | 18,5  |
| Comté de Muranga                         | 16,3  |
| Comté de Kirinyaga                       | 15,8  |
| Kenya Moyenne                            | 32,3  |
| Urbanisation par comté au Kenya central. |       |

### Niveau de richesse / pauvreté
| Comté de Kirinyaga                      | 20,0  |
| Comté de Muranga                        | 28,5  |
| Comté de Kiambu                         | 28,9  |
| Comté de Nyeri                          | 19,30 |
| Comté de Nyandarua                      | 46,6  |
| Kenya Moyenne                           | 45,9  |
| Niveau de richesse / pauvreté par comté |       |